# Paepalanthus sulcatus
Paepalanthus sulcatus är en gräsväxtart som beskrevs av Nancy Hensold. Paepalanthus sulcatus ingår i släktet Paepalanthus och familjen Eriocaulaceae. Inga underarter finns listade i Catalogue of Life.